# Ameroseius lidiae
Ameroseius lidiae es una especie de ácaro del género Ameroseius, familia Ameroseiidae. Fue descrita científicamente por Bregetova en 1977.
Esta especie ha sido registrada en México.